# شهرستان چدی-خولسکی
شهرستان چدی-خولسکی (به لاتین: Chedi-Kholsky District) یک شهرستان در روسیه است که در تووا واقع شده‌است.